# تقنية ليفالوا
تقنية ليفالوا (بالإنجليزية: Levallois technique) هي التسمية التي أطلقها علماء الآثار على نوع مميز من نحت الحجر الذي ظهر منذ حوالي 250000 إلى 300000 عام خلال العصر الحجري القديم الأوسط. و هي نوع من صناعة الأدوات الحجرية استخدمها إنسان النياندرتال في أوروبا والإنسان الحديث في مناطق أخرى مثل بلاد الشام.

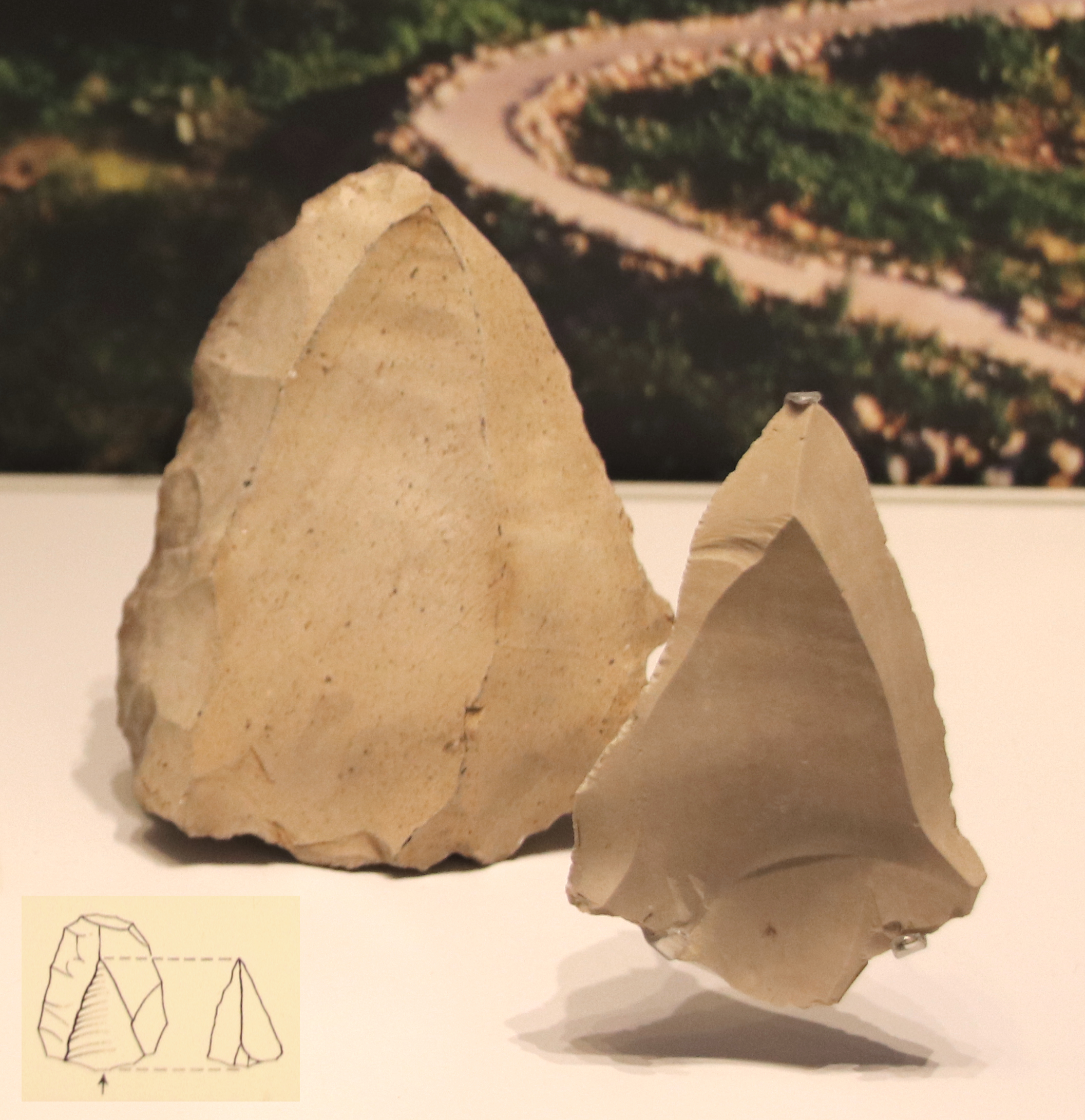
اللب الصغير المستخرج بواسطة تقنية ليفالوا

تم تسميت هذه التقنية على اسم ضاحية ليفالوا-بيريه في باريس. كانت هذه التقنية أكثر تعقيدًا من الطرق السابقة مثل طريقة التحضير المسبق للب. من خلال هذه الطريقة يتم قطع حواف اللب عن طريق تقشير القطع الحجرية تدريجياً حول حواف الكتلة الصخرية المقصودة. هذا الفعل يخلق شكلًا مقببًا حول مركز القطعة الحجرية، يُعرف باسم سلحفاة اللب، حيث أن الندبات المختلفة والشكل المستدير تشبه الى حد ما صدفة السلحفاة. و عندما يتم ضرب القطع الحجرية ، تنفصل القشرة الحجرية الخارجية عن اللب الصخري بشكل جانبي متفاوت بين المحدب و المستوي.

تقشير الصخر على شكل صدفة السلحفاة

توفر هذه الطريقة تحكمًا أكبر في حجم وشكل القطعة الصخرية النهائية التي سيتم استخدامها بعد ذلك كسكين على سبيل المثال.

## أصل التقنية
تم العثور على هذه التقنية لأول مرة في العصر الحجري القديم السفلي ولكنها أكثر شبهاً بأدوات النياندرتال في العصر الحجري القديم الأوسط. أما في بلاد الشام، فقد استخدم الإنسان الحديث تقنية ليفالوا خلال العصر الحجري الوسيط. و في شمال إفريقيا، تم استخدام تقنية ليفالوا في العصر الحجري الوسيط، وعلى الأخص في العصر العاتري.
نظرًا لأن تقنية ليفالوا غير بديهية، فلا بد أنها انتقلت من شخص لآخر بإسلوب التعليم، وبالتالي ستكون اللغة شرطًا أساسيًا لمثل لتطور هذه التقنية. رغم أن بعض العلماء وجدوا أنه يمكن تعليم البشر المعاصرين تقنية ليفالوا بطريقة غير لفظية بمستوى مماثل لفعالية التدريس اللفظي.